# Escut de Guardiola de Berguedà
L'escut oficial de Guardiola de Berguedà té el següent blasonament:
Escut caironat: d'or, un castell de sable obert acompanyat de 2 graelles de sable una a cada costat. Per timbre una corona mural de poble.
Va ser aprovat el 14 de desembre de 1989 i publicat al DOGC el 12 de gener de l'any següent amb el número 1241. S'hi veu el castell de Guardiola. El poble va estar sota la jurisdicció eclesiàstica del monestir de Sant Llorenç prop Bagà, representat per les dues graelles a banda i banda del castell, que són l'atribut de sant Llorenç.
La bandera oficial de Guardiola de Berguedà té la següent descripció:
Bandera apaïsada de proporcions dos d'alt per tres de llarg, groga, amb una bandera negra de gruix 1/6 de l'alçària del drap, i a cada costat una banda negra de gruix 1/12 que li és paral·lela, separada de la banda principal per un espai d'1/12.
Va ser aprovada el 13 d'abril de 1994 i publicada en el DOGC el 25 d'abril del mateix any amb el número 1888.